# Сапсёрфинг

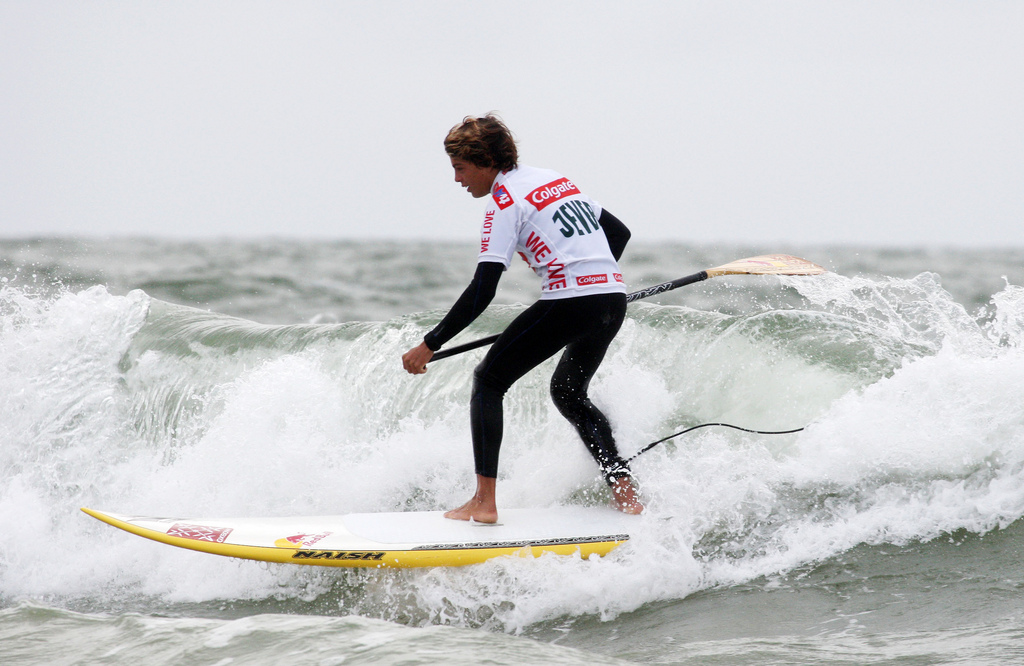

Сап-сёрфинг (от SUP — англ. Standup paddleboarding («гребля веслом стоя на доске»); иногда Гонка на доске стоя; гавайск. Hoe he’e nalu) — водный вид спорта, разновидность сёрфинга, в котором сёрфер, стоя на доске, катается на волнах и при этом гребёт веслом, а не руками, как в классическом сёрфинге.

## Разновидности сап
SUP touring. Туризм на SUP-бордах является самой популярной дисциплиной. Это неспешные прогулки по гладкой воде, исследование местности с воды, а также гребля на большие расстояния в умеренном темпе. Доски длинные и широкие, имеют заострённые нос и корму, поэтому очень манёвренные и устойчивые.
SUP surfing. Отличие SUP-сёрфинга от классического сёрфинга заключается в том, что райдер стоит на доске и загребается на волну при помощи весла. Это проще и быстрее, чем грести руками. Когда человек стоит на доске, он лучше видит волну, оценивает своё место и происходящее вокруг. Доски для SUP-сёрфинга похожи на обычные доски для сёрфинга, однако превышают их по длине и ширине, имеют заострённые нос и корму, что упрощает для спортсмена поддержание равновесия на доске. По данной дисциплине проводятся соревнования мирового уровня.
SUP racing. Представляет собой греблю на SUP-бордах на скорость при максимальном темпе. Задача спортсменов состоит в том, чтобы как можно быстрее пройти дистанцию. Доски для гонок очень длинные и узкие, что позволяет спортсмену набирать максимальную скорость при минимальной манёвренности. По данной дисциплине проводятся соревнования мирового уровня.
SUP downwind. Это гребля на SUP-бордах по направлению ветра на открытой воде. Суть этой дисциплины заключается в том, что райдер сплавляется по открытой воде при сильном ветре, используя волны. Данная дисциплина чем-то схожа с SUP surfing, здесь также используется энергия волн, но перемещение происходит по прямой линии на относительно большие расстояния
Whitewater rivers SUP. Это сплав по бурной реке, преодоление порогов стоя на SUP-доске. В данной дисциплине очень важна экипировка: шлем, спасательный жилет, наколенники, налокотники — и хорошая физическая подготовка.
SUP yoga / fitness. Это различные асаны и упражнения или силовые и кардио-элементы, которые выполняются на гладкой воде на SUP-бордах. Для таких занятий подойдут широкие устойчивые доски. Идеальное занятие для практики концентрации, баланса, укрепления абсолютно всех групп мышц.

## Общая информация
В большинстве случаев сап-доски похожи на обычные доски для сёрфинга, однако превышают их по длине и ширине (длина доски может достигать 18+ футов(5,58м) ). За счет больших размеров (объема) и, соответственно, плавучести, сап доски под весом райдера мало погружаются в воду - райдер находится на поверхности.
Существуют два основных типа досок для сап-сёрфинга (если говорить об их конструкции) — жёсткие (изготавливаются из дерева и полимерных материалов в различных их сочетаниях) и надувные. Надувные доски удобнее хранить и перевозить, что способствует популяризации сап-сёрфинга в мире.
Соревнования по сап-сёрфингу проводятся на побережьях морей, озёр и рек, там где есть подходящие волны.
Длина весла в сап-сёрфинге обычно составляет от 1,6 до 2,5 м, диаметр ручки — от 2,5 до 3,25 см. Длина весла для удобства гребца и оптимальной производительности при гребле примерно должна соответствовать росту райдера или чуть больше.
Родиной этого вида спорта считаются Гавайские острова: ещё в 1778 году европейцами были описаны местные жители, выходившие в море на деревянных досках стоя и использовавшие при этом вёсла для гребли. Известно также, что в 1960-е годы некоторые люди на Гавайях выходили в море на подобных досках, чтобы сфотографировать тренировки «настоящих» сёрфингистов. Развитие сап-сёрфинга как именно вида спорта, однако, началось только в начале XXI века: первыми профессиональными спортсменами в данной дисциплине стали Дэйв Калама и Лэрд Гамильтон, по инициативе которых на Гавайях с 2003 года начали проходить соревнования по сап-сёрфингу. В 2005 году в Калифорнии была основана федерация этого вида спорта, после чего началось распространение дисциплины в других странах мира; к 2012 году сап-сёрфинг стал достаточно популярным видом спорта.

## Сап-сёрфинг в России
Соревнования по некоторым сап дисциплинам проводят на территории РФ ещё с 2011 года. С тех пор количество людей увлекающихся этим видом спорта постоянно растет. Соревнования по волновому сап сёрфингу проводят с 2015 года.
Чемпион России по сап-сёрфингу (на волнах) 2017 — спортсмен из Санкт Петербурга Сергей Мысовский.

## В художественной культуре
- Сапсёрфингом увлекается главная героиня романа Владислава Блонье «На волне» (в книге этот спорт называется SUP-boarding).
- В клипе группы «Отава Ё» «На речке, на речке» музыканты плавают на досках по рекам и каналам Санкт-Петербурга.
- В повести Андрея Некрасова «Приключения капитана Врунгеля» Врунгель и Фукс приплывают на досках от разрушенной яхты на Гавайи, где их принимают за коренных жителей на традиционном сёрфе.